# WWE SmackDown
Pour la série de jeux vidéo, voir WWF SmackDown! (série de jeux vidéo) et WWF SmackDown!.
WWE SmackDown est une émission de télévision de catch et de divertissement sportif produite par la World Wrestling Entertainment. Depuis la création de la WWE Brand Extension en 2002, SmackDown est une division distincte de la WWE avec son propre roster (voir aussi WWE Draft), et est l'équivalent de Raw et la ECW (de 2006 à 2010) jusqu'à ce que la Brand Extension soit supprimée par la WWE en 2011. Le 25 mai 2016 sur le site WWE.com, il a été annoncé qu'à partir du 19 juillet 2016 que SmackDown serait diffusé le mardi soir en live toutes les semaines et aurait un roster différent de celui de Raw.
À son lancement le 29 avril 1999, l'émission est diffusée tous les jeudis soir aux États-Unis jusqu'à ce que l'émission déménage le vendredi soir le 9 septembre 2005. À l'origine sur la chaîne United Paramount Network, SmackDown déménage en 2006 sur la chaîne The CW Television Network à la suite de la fusion entre UPN et le réseau de télévision The WB Television Network. En octobre 2008, l'émission signe un contrat de deux ans avec MyNetworkTV,. SmackDown est diffusé sur Syfy depuis le 1er octobre 2010,.
WWE SmackDown est aussi diffusé dans le monde entier y compris les pays francophones dont la France sur les chaînes NT1 (2006-2010) et AB1 (depuis 2010) et la Belgique sur ABXplore (depuis 2017). En raison du décalage horaire par rapport aux États-Unis, SmackDown été diffusé quelques heures plus tôt au Royaume-Uni et en Irlande allant jusqu'à un jour plus tôt en Australie, au Canada, à Singapour, aux Philippines et en Inde.
Depuis le premier épisode, SmackDown a été diffusé à partir de sept pays différents (les États-Unis, le Canada, le Royaume-Uni, l'Irak en 2006 et 2007, le Japon en 2005, l'Italie en 2007 et le Mexique en 2011).

## Historique

### l'Attitude Era (1999-2001)

Le logo de WWF SmackDown! Sous l'Attitude Era utilisé du 26 avril 1999 au 9 août 2001. Le logo a également été utilisé dans l'épisode du 7 mai 2021, sur le thème de la semaine de retour du diffuseur américain dans le cadre d'une course voiture avec un tel thème.

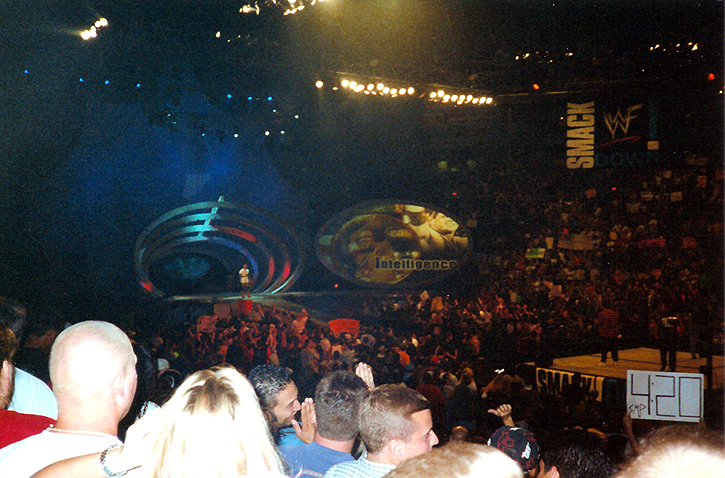
Le décor de WWF SmackDown ! sous l'Attitude Era du 26 avril 1999 au 9 août 2001.

WWF SmackDown! (connu comme le nom original) a été lancé pour concurrencer le show du jeudi soir de la World Championship Wrestling, WCW Thunder. Dans l'esprit de l'ère Attitude de la WWF, le show était prévu pour être une émission de deux heures en primetime, entièrement consacré aux WWE Diva de la WWF. Cependant, le projet est tombé à l'eau, et ainsi SmackDown devenait le complément de RAW is WAR. La première édition de SmackDown! se déroulait le 29 avril 1999, utilisant la case horaire de RAW is WAR pour une émission spéciale sur la chaîne United Paramount Network. Le 26 août 1999 était lancé officiellement SmackDown! sur UPN. Comme WCW Thunder, SmackDown! était enregistré les mardis et diffusé les jeudis soir. La nouvelle représentation de la WWF était tellement populaire que la WCW était obligée de déménager Thunder le mercredi dans l'espoir d'attirer plus de fans et surtout d'éviter d'en perdre au profit de la WWF. SmackDown!, comme Thunder, utilisait beaucoup la couleur bleue, se voyant attribuer par les fans le surnom du "Télé Bleu" (contraste avec "Télé Rouge" pour Raw).
Le thème musical original de SmackDown! n'était pas réalisé par un groupe comme c'était le cas pour RAW is WAR ; la WWF avait créé une musique rapide qui était un mélange de techno et de rock. La première édition de SmackDown! était également unique en son genre car c'était l'utilisation pour la première fois d'un écran géant en forme ovale (qui était appelé l'OvalTron), ce qui s'opposait à l'écran géant aux formes rectangulaires employé pour RAW. Malgré l'histoire récente du show, l'une des plus grandes superstars de la WWF, The Rock, appelait SmackDown! « son » show, en référence au fait que le nom était dérivé d'une de ses nombreuses catchphrases, "Laying the smack down". En août 2001, à l'occasion de la célébration de son deuxième anniversaire, SmackDown! recevait un nouveau logo et un nouvel habillage, dont l'actuel est dérivé. Le dernier SmackDown! à utiliser le précédent décor, voyait le membre de l'Alliance Rhyno délivrer un Gore sur le membre de la WWF Chris Jericho, à travers l'OvalTron et ceci détruisant une partie du décor, c'était l'histoire qui expliquait ce changement.
Le show du 11 septembre 2001 était annulé à cause des attaques terroristes. Le 13 septembre 2001, SmackDown! était diffusé en direct de Houston (avec Jim Ross et Paul Heyman aux commentaires, Michael Cole et Tazz étant absents) et était ainsi le premier évènement majeur télévisé avec des milliers de spectateurs dans l'aréna, depuis les attaques terroristes. Les cordes du ring sont habituellement de couleur bleu pour SmackDown!, ils étaient cette soirée spécialement de couleur rouge, blanche et bleue comme dans les années 1980 et 90. Un drapeau américain était aussi affiché sur un petit écran, et tout ceci allait rester comme cela pendant deux semaines.

### Ruthless Agression Era (2001-2008)
Pour un article plus général, voir WWE Brand Extension.

Le logo principal de SmackDown! du 6 mai 2002 au 1er septembre 2005, puis secondaire jusqu'au 18 janvier 2008. Le logo post-contentieux a été mis en œuvre après que la en a perdu le litige contre le World Wildlife Fund le 6 mai 2002. Le logo, avec le logo de la en alors en vigueur, a été utilisé du 16 août 2001 au 5 mai 2002.

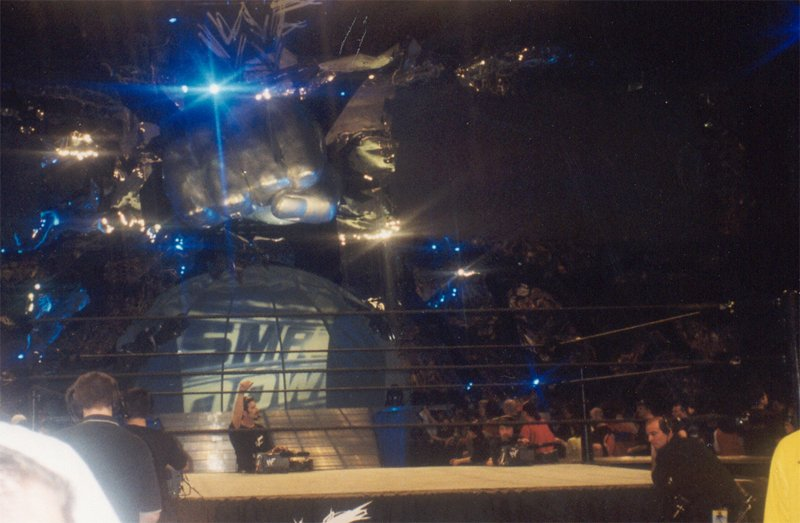
Décor de WWF SmackDown! du 16 août 2001 au 3 mai 2002

Aux Survivor Series est organisé un match entre la team alliance et la team WWF le gagnant remporte tout l'équipe de la WWF remporté le match et cela met fin à l'invasion. Mais Ric Flair et Vince McMahon devient copropriétaire de la compagnie. Il récupère Raw qu'il fait son apparition à la fin de la storyline Le rôle de Flair est de dirigeant WWF RAW ce qui marque le début de la Brand Extension avec Flair a RAW et Vince McMahon a SmackDown!
La WWF débutait quelque chose qu'ils intitulaient le "Brand Extension" (Extension de Division). Ceci voulait dire que les deux shows télévisés de la WWF (WWF RAW et WWF SmackDown!) allaient rentrer en compétition l'un contre l'autre. Cette décision était prise après le rachat de la WCW et la ECW par la WWF, pour introduire les nouveaux arrivants dont ceux des défuntes World Championship Wrestling et Extreme Championship Wrestling. Le brand extension était publiquement annoncé durant la diffusion de WWF RAW le 25 mars 2002, et devenait officiel le jour suivant.
Le Brand Extension allait amener un changement comme jamais la WWF n'en a eu auparavant. Les catcheurs allaient devenir "exclusifs" à leur show, ne catchant que pour une seule division. Ceci ne comprenait pas le Undisputed WWF Championship et la WWF Women's Championship, car à l'origine ces titres étaient défendus dans les deux shows. Cependant, plus tard en 2002, Brock Lesnar, alors le WWE Undisputed Champion, refusait de défendre son titre à WWE Raw, qui du coup devenait exclusif à SmackDown!. Ceci obligeait Eric Bischoff (General Manager de RAW à cette époque) de séparer le World Heavyweight Championship du WWE Undisputed Championship du fait que le WWE Undisputed Championship était maintenant exclusif à SmackDown! et n'était plus vu comme étant « indisputé ».

#### 2005-2007

Logo de Friday Night SmackDown! du 9 septembre 2005 au 18 janvier 2008.

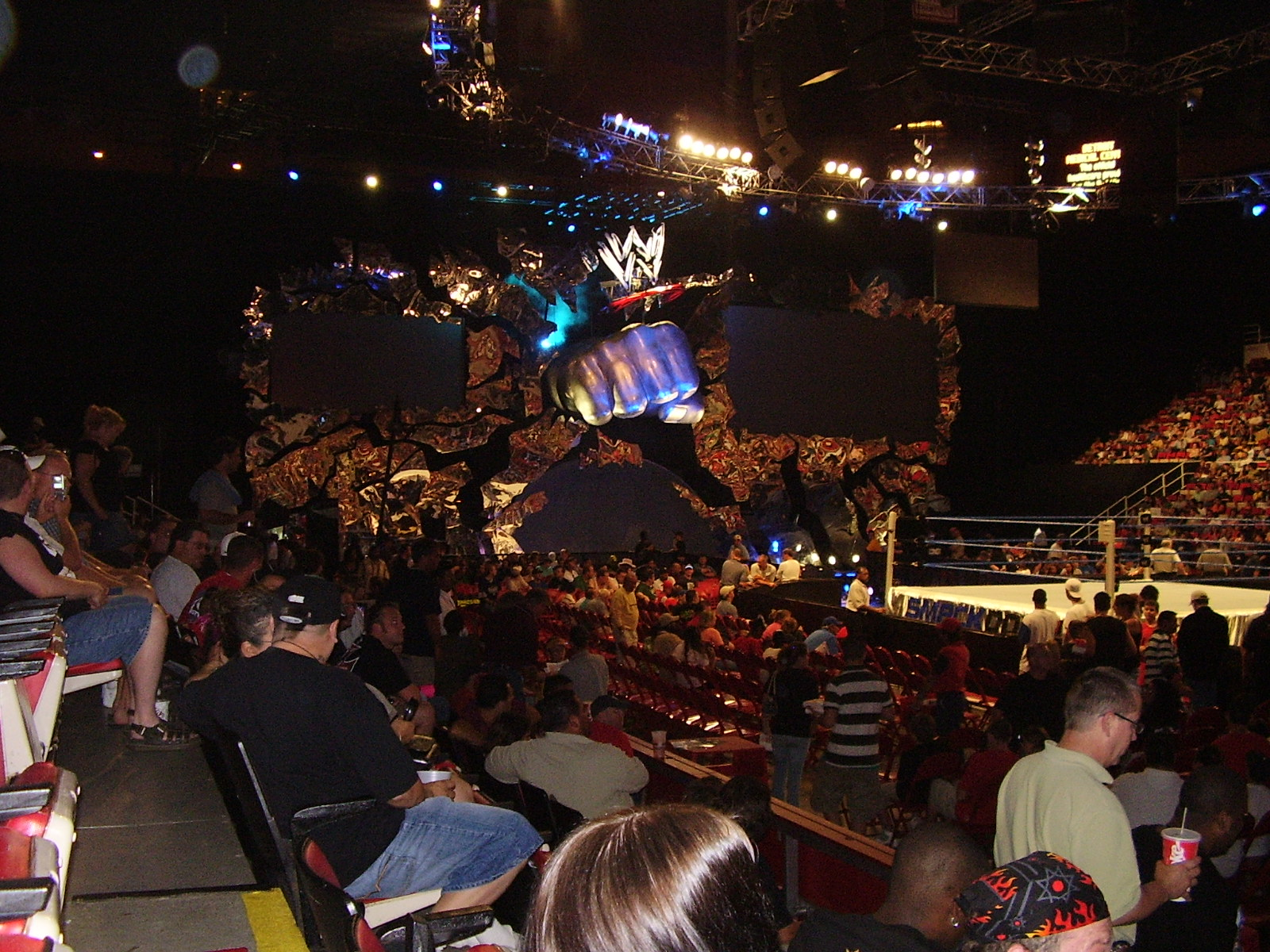
Le premier décor de WWE Smackdown! du 7 mai 2002 au 18 janvier 2008.

À la suite de l'arrêt de la série Star Trek : Enterprise, SmackDown! était renommé Friday Night SmackDown! et mis à la place de la case horaire d'Enterprise aux États-Unis. La WWE pour promouvoir ce changement utilisant le slogan "TV that's changing Friday nights" (La télévision qui change les vendredis soirs). Le nouveau Friday Night SmackDown! faisait donc sa première le 9 septembre 2005.Le programme reste cependant diffusé le jeudi au Canada sur The Score. Au Royaume-Uni et en Australie, les chaînes Sky Sports et FOX8 diffusent SmackDown! le vendredi mais avant les États-Unis avec le décalage horaire. C'est la première fois qu'un show hebdomadaire majeur de la WWE est diffusé avant qu'aux US.
La division SmackDown! avait également une sous-fédération, WWE Velocity, qui était un show avec les catcheurs de second plan de Smackdown!, mais aussi des résumés de ce qui s'était passé à SmackDown!. Le 10 mars 2005, Viacom annonçait qu'ils n'allaient pas poursuivre la diffusion de la WWE sur Spike TV après l'expiration du contrat entre la chaine et la WWE en septembre 2005. Ceci incluait aussi Velocity, qui était diffusé sur Spike TV. Après le changement de chaine qui amena les shows à être diffusés sur USA Network, Velocity fut annulé en juin 2006 pour être remplacé par la nouvelle ECW, troisième fédération de la WWE. Le 6 juin 2005, le WWE Champion John Cena changeait de division en étant drafté de SmackDown! à RAW. SmackDown! resta alors sans titre mondial. Le titre le plus important encore en activité était le WWE United States Championship détenu par Orlando Jordan. Le 23 juin 2005 à Tucson, le General Manager Theodore Long annonçait un match à six à élimination entre The Undertaker, John "Bradshaw" Layfield, Booker T, Chris Benoit, Christian et Muhammad Hassan pour déterminer l'aspirant au World Heavyweight Championship détenu à RAW. Le match s'est déroulé le 30 juin et fut remporté par JBL, le même soir Batista est drafté de RAW à Smackdown ramenant le World Heavyweight Championship à Smackdown.
Le 7 juillet 2005, le même jour que les attentats de Londres, SmackDown! (qui avait été enregistré deux jours auparavant) diffusait un match entre l'Undertaker et Daivari, le manager de Muhammad Hassan. Un groupe d'hommes masqués arrivait sur le ring et attaquait l'Undertaker, et étaient identifiés comme des « terroristes ». Cela provoqua une grande polémique envers la WWE pour avoir diffusé son programme malgré les attentats.
1 SmackDown! renommé Friday Night SmackDown!, prenant la grille horaire de Star Trek : Enterprise, fit sa première le 9 septembre 2005.
Le 18 novembre 2005, SmackDown rend hommage à Eddie Guerrero avec des matchs, des commentaires et des vidéos d'Eddie dans les moments les plus forts de sa vie. Les évènements de l'Ouragan Katrina ont affecté le déroulement dans de bonnes conditions de la première édition de Friday Night SmackDown! aux États-Unis. En effet, un concert de soutien de UPN et des plus grandes stations américaines remplaça la première heure de l'émission, qui fut diffusée sur le site de la WWE. Le show fut cependant diffusé en intégralité dans les autres pays (Canada, Royaume-Uni, Australie et Philippines). WWOR-TV (à New York) diffusait aussi parfois les deux heures du show en décalage le samedi, ceci étant dû aux matchs des New York Yankees le vendredi soir.
Lors du SmackDown! du 10 janvier 2006, Batista abandonna le World Heavyweight Championship pour se retirer temporairement de la WWE (à cause d'une blessure au triceps). Theodore Long organisa une Bataille Royale pour le titre vacant. Le vainqueur fut Kurt Angle de RAW qui fut alors drafté à SmackDown!. La WWE avait cependant accidentellement déjà révélé sa victoire avant la diffusion du show à cause d'une photo sur le site officiel où l'on pouvait voir Kurt Angle avec sa nouvelle ceinture. Le 7 avril 2006 lors de SmackDown!, le général manager Theodore Long annonça que le tournoi du King of the Ring devenait une exclusivité de SmackDown!. Le tournoi s'achève lors du Judgment Day 2006 avec la victoire de Booker T en finale face à Bobby Lashley. Le 9 juin 2006, Tazz quitte SmackDown! pour rejoindre la nouvelle division ECW, laissant le poste de commentateur vacant. Le 11 juin 2006, à ECW One Night Stand 2006, John "Bradshaw" Layfield révèle qu'il doit être le nouveau consultant aux commentaires pour SmackDown!.
Le 22 septembre 2006, Friday Night SmackDown! commence à être diffusé sur The CW Television Network, issu d'une fusion entre les chaînes United Paramount Network et The WB Television Network.
Le 17 novembre 2006, SmackDown! est diffusé pour la première fois en France sur une chaîne de la Télévision numérique terrestre, NT1, dans l'émission Catch Attack. Cependant il n'est pas diffusé en intégralité, Catch Attack compilant en deux heures RAW et Smackdown! (il n'y avait donc qu'une heure de Smackdown! diffusée, regroupant les principaux matchs et évènements). Le 20 avril 2007, SmackDown! fête son 400e épisode à Milan en Italie. Le 16 octobre 2007 est officiellement lancé une alliance entre SmackDown! et la ECW, les catcheurs des deux divisions pouvant désormais lutter dans l'autre show,.
Le 16 décembre, à Armageddon 2007, Chris Jericho portait son fameux "Walls of Jericho" John "Bradshaw" Layfield intervient en lui donnant un coup de pied sur la tête car ce dernier lui était tombé dessus lors du match, ce qui disqualifie Y2J pour le WWE Championship. Le lendemain, il se présente à RAW, et manifeste son envie de revenir à la lutte, il refait son retour sur les rings automatiquement il quitte son poste de commentateur il sera remplacer par Jonathan coachman le 4 janvier 2008 lors du premier show de l'année 2008.

### Passage à la Haute définition et évolution vers un B-Show (2008-2016)

#### 2008-2010

Premier logo en haute définition de SmackDown du 21 janvier 2008 au 18 septembre 2009.

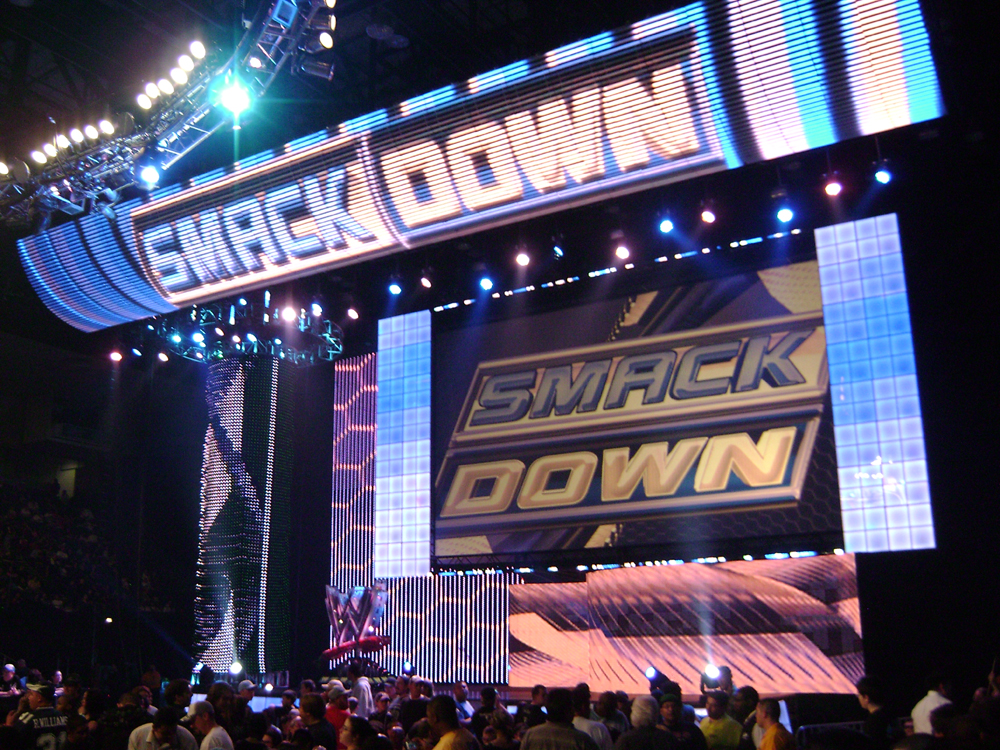
Décor de SmackDown en HD du 21 janvier 2008 au 15 juillet 2011.

Friday Night SmackDown! commence sa diffusion en Télévision haute définition le 25 janvier 2008, avec un nouveau décor commun aux trois divisions de la WWE. Michael Cole est drafté dans une autre division après neuf ans de commentaires à Smackdown! sans interruption. Il est remplacé par Jim Ross,.
Le WWE Draft 2008 envoie le champion de la WWE, Triple H, à SmackDown! laissant RAW sans titre mondial .Le World Heavyweight championship revient à RAW le 30 juin lorsque Edge perd le titre face à CM Punk après une attaque de Batista. La General Manager de SmackDown met en place un nouveau titre féminin exclusif à Smackdown!, le WWE Divas Championship, pour créer un équivalent au WWE Women's Championship, unique titre féminin qui était disputé à RAW. Après deux ans à la ECW, Tazz fit son retour à Smackdown! en tant que commentateur en remplacement à Mick Foley.
À No Way Out 2009, Edge, qui venait de perdre son WWE Championship (exclusif à Smackdown!) lors de la première des deux Elimination Chamber de la soirée au profit de Triple H, entre illégalement dans l' Elimination Chamber de RAW, en prenant la place de Kofi Kingston. Il remporte le match ainsi que la World Heavyweight Championship, amenant ainsi le second titre mondial à Smackdown! (bien qu'il dut le défendre une fois à RAW) et dépouillant RAW de tout titre mondial.
Le 20 mars 2009, Smackdown! fête son 500e épisode .À Wrestlemania XXV, John Cena bat le champion Edge ainsi que Big Show et remporte ainsi le World Heavyweight Championship, le ramenant à RAW. De son côté, Triple H parvient à conserver le WWE Championship face à Randy Orton, permettant au titre de rester à Smackdown!. Carlito et Primo Colon de Smackdown! parviennent à devenir les premiers WWE Unified Tag Team Championship en unifiant les deux titres par équipe de la WWE,.
Lors de l'épisode de Raw du 6 avril 2009, Vickie Guerrero annonce qu'elle quitte le poste de manager générale de Smackdown! pour devenir celle de Raw. Elle est remplacée par Theodore Long, qui était alors le manager général de la ECW. À partir du samedi 6 mars, l'émission de NT1 Catch Attack, qui diffuse RAW et Smackdown en France, est diffusée deux soirs de suite pour diffuser ainsi en intégralité Smackdown! et RAW. Smackdown est donc dès lors diffusée intégralement. Lors du draft, Triple H passe à RAW, privant Smackdown de tout titre mondial. Les seuls titres encore actifs à Smackdown! sont alors le WWE Intercontinental Championship (détenu par Rey Mysterio) et le WWE Women's Championship (détenu par Melina).
À Backlash 2009, Edge gagne face à John Cena et ramène le World Heavyweight Championship à SmackDown et à The Bash 2009, Edge et Chris Jericho gagnent face à The Colóns et les Priceless dans un Triple Threat Tag Team match pour les WWE Unified Tag Team Championship ramenant les titres par équipe à Smackdown. Lors du SmackDown du 28 août 2009, Jeff Hardy joue son dernier match à la WWE contre CM Punk dans un Steel Cage match. La stipulation du match était Loser Leaves WWE, c'est-à-dire que le perdant quitte la WWE. Le vendredi 2 octobre 2009, la WWE a diffusé une édition spéciale de SmackDown! à l'occasion du 10e anniversaire de l'émission. Les meilleurs moments de l'émission ont été diffusés ainsi que des matchs entre les différentes branches dont John Cena, Triple H, Shawn Michaels et The Undertaker face à Randy Orton, Ted DiBiase, Jr., Cody Rhodes et CM Punk. Un hommage est également rendu aux légendes Eddie Guerrero et The Rock. Le 18 décembre, un match est organisé entre les deux anciens meilleurs amis Batista et Rey Mysterio pour savoir qui allait avoir un match de championnat pour le World Heavyweight Championship. Rey Mysterio sort vainqueur de la confrontation et aura donc une chance au titre la semaine suivante à Smackdown, la nuit de noël, face à l'Undertaker. Durant cet épisode de Smackdown du 18 décembre 2009, Batista agresse le General Manager de l'émission, Teddy Long, à coups de chaises.

Logo de SmackDown du 27 septembre 2009 au 1er octobre 2010.

Au Royal Rumble 2010, Edge fait son grand retour et gagne le Royal Rumble. Ezekiel Jackson, Shelton Benjamin, Caylen Croft, Goldust et Tiffany sont draftés à Smackdown à la suite de la fermeture de l'ECW. À Elimination Chamber 2010, Batista remporte le WWE Championship contre John Cena dans un match improvisé par Vince McMahon, John Cena regagne son titre à WrestleMania XXVI.
Le 2 avril 2010, Jack Swagger encaisse sa mallette Money in the Bank qu'il a obtenu à WrestleMania XXVI contre Chris Jericho et gagne le match. Lors du draft télévisé à Raw, Kelly Kelly, Big Show, Christian et Kofi Kingston sont draftés à Smackdown. Lors du draft supplémentaire, Cody Rhodes, Chavo Guerrero, Chris Masters, Hornswoggle, Rosa Mendes et MVP sont draftés à Smackdown. Le 27 avril 2010, hors draft, Vance Archer et Tyler Reks ont rejoint la branche. Le 7 mai 2010, le champion intercontinental de la WWE Drew McIntyre est renvoyé (kayfabe) par le manager general de WWE SmackDown Theodore Long. Le titre est donc vacant. Un tournoi a eu donc lieu le même jour pour désigner le nouveau champion intercontinental, entre Kofi Kingston, Dolph Ziggler, Christian et Cody Rhodes. La semaine suivante, Kofi Kingston bat Christian pour remporter le titre mais Drew McIntyre arrive avec une lettre de Vince McMahon disant que Drew reste champion et qu'il n'est pas renvoyé. McIntyre perd le titre à Over the Limit contre Kofi Kingston deux semaines plus tard. Mais Dolph Ziggler remporte le titre au Smackdown du 6 août face à Kofi Kingston. Depuis le 1er octobre 2010, aux États-Unis, Smackdown est diffusé sur Syfy.

#### 2011-2016

Logo de SmackDown du 8 octobre 2010 au 8 août 2014.

Le 18 février 2011, Smackdown célèbre son 600e épisode. À la suite du Raw du 11 avril 2011 et à l'annonce d'Edge disant qu'il prend sa retraite pour des raisons médicales, la ceinture du World Heavyweight Championship est vacante. Lors du Draft 2011, le champion des États-Unis, Sheamus, est drafté à SmackDown. Le WWE United States Championship devient ainsi exclusif à SmackDown, qui détient actuellement les deux championnats secondaires masculins. Mais le titre repart tout de suite à Raw à la suite de la victoire de Kofi Kingston sur Sheamus lors de Extreme Rules.
Lors de ce même Extreme Rules, Christian bat Alberto Del Rio pour remporter son troisième titre mondial à la WWE.
Le 29 janvier 2012, Sheamus remporte le Royal Rumble (2012) match du pay-per-view éponyme en entrant à la 22e position et en éliminant Chris Jericho en dernier. Sheamus obtient donc un match de championnat mondial de son choix à WrestleMania XXVIII. À Elimination Chamber, il choisit d'affronter Daniel Bryan pour le titre poids-lourds a WrestleMania XXVIII. Lors de WrestleMania XXVIII, la Team Laurinaitis bat La Team Long ce qui fait que John Laurinaitis devient GM de WWE SmackDown & de WWE RAW et Sheamus bat Daniel Bryan et remporte le WHC en devenant le premier vainqueur du Rumble à remporter son match à WrestleMania depuis 2007.
Lors de Extreme Rules 2012, Layla effectue son retour en remportant le WWE Divas Championship en battant Nikki Bella après un twin magic qui n'a pas fonctionné.
Lors du 1000e épisode de RAW Christian défend donc son titre contre The Miz et le perd, ce qui a pour conséquences le passage du WWE Intercontinental Championship de Smackdown à Raw.
Lors du SmackDown du 3 août, Vince McMahon nomme le nouveau GM du show, il s'agit de Booker T.

Logo de SmackDown du 15 août 2014 au 19 juillet 2016.

À la suite de la victoire de Antonio Cesaro à SummerSlam (2012) contre Santino Marella, le WWE United States Championship passe de Raw à Smackdown.
Le 1er mars 2013 se crée le premier épisode de SmackDown et la WWE ou l'Univers de la WWE peut voter en direct sur Twitter et Facebook.
Le 15 décembre 2013 à TLC: Tables, Ladders & Chairs, le détenteur de la ceinture, John Cena, affronte l'autre champion majeur de la compagnie, Randy Orton, dans un match d'unification des ceintures mondiales. Ce dernier remporte le match et joint ainsi le WWE Championship et le World Heavyweight Championship. Le nom donné à la combinaison des deux titres est WWE World Heavyweight Championship.
Depuis la réunification des deux titres, Smackdown est devenu un B-Show, où l'ensemble des feuds et des matchs sont des compléments de Raw.
Du 2 octobre 2014 au 12 juillet 2016, SmackDown a été de nouveau diffusé le jeudi[réf. nécessaire].

### Retour de la Brand Extension (2016-...)

#### 2016-2019

Logo de SmackDown du 26 juillet 2016 au 24 septembre 2019.

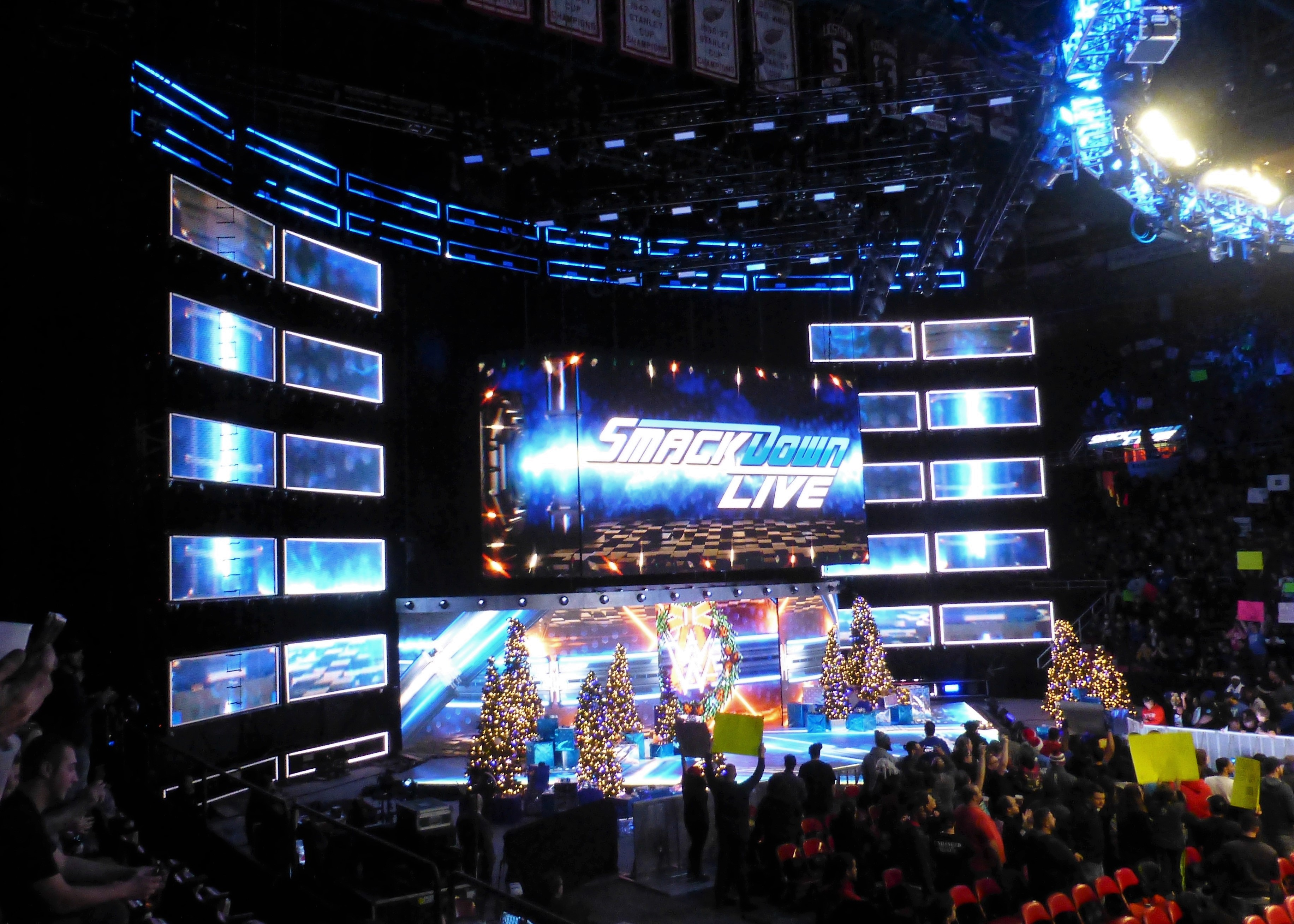
Le décor de SmackDown Live depuis le 23 aout 2016.

Depuis le 19 juillet 2016, SmackDown est diffusé sur USA Network (chaîne qui diffuse également RAW) en direct tous les mardis. Le Brand Extension est de retour avec deux rosters de superstars distincts pour chaque show. SmackDown perd ainsi son statut de B-Show pour redevenir un show équivalent à Raw . Le Président Vince McMahon décide que son fils Shane McMahon aura la charge de ce show, il sera accompagné de Daniel Bryan en qualité de general manager. À la suite du Draft, SmackDown récupère les titres WWE Championship avec Dean Ambrose et WWE Intercontinental Championship avec The Miz. De plus, le show bleu se voit attribuer des têtes d'affiches comme John Cena, Randy Orton ou AJ Styles.
Le 23 août 2016, Shane McMahon et Daniel Bryan annoncent la création de deux nouveaux titres : le WWE SmackDown Tag Team Championship et le WWE SmackDown Women's Championship. Ces ceintures ont un design similaire à celles de Raw et les premiers champions seront désignés lors de WWE Backlash (2016), le premier pay-per-view exclusif au show bleu. Du 29 juillet 2016 au 25 novembre 2016, Main Event devient son show secondaire. Lors du SmackDown du 10 janvier 2017, Daniel Bryan annonce que le premier Steel Cage match féminin se déroulera entre Alexa Bliss et Becky Lynch.
Le 14 février 2017, Randy Orton, vainqueur du Royal Rumble, renonce à son opportunité pour le WWE Championship à WrestleMania 33 car il ne souhaite pas affronter Bray Wyatt qu'il désigne comme son maître. Toutefois, deux semaines plus tard, Orton se retourne contre Wyatt et réclame son match pour WrestleMania. Lors du RAW du 10 avril se déroule le premier Superstar Shake-up dans lequel les deux divisions de la WWE s'échangent leurs catcheurs. SmackDown Live perd le WWE Intercontinental Championship avec le transfert de Dean Ambrose vers RAW mais récupère le WWE United States Championship avec la venue de Kevin Owens dans le show bleu. De plus, David Otunga et Byron Saxton échangent leur place respective de commentateur.
Pour la première fois de l'histoire, s'est déroulé un Money in the Bank Ladder match féminin dans lequel Carmella (aidée par James Ellsworth) remporte la mallette sans toutefois la décrocher. Au SmackDown suivant, cette victoire est contestée par Daniel Bryan qui décide de rejouer le match au show suivant. Carmella décroche finalement la mallette. Du côté des hommes, c'est Baron Corbin qui devient Mister Money In The Bank. Il perd son contrat lors du SmackDown du 15 août, après l'avoir utilisé dans un match contre Jinder Mahal.

#### Arrivée sur la Fox

Logo de SmackDown à partir du 4 octobre 2019.

Le 26 juin 2018, la Fox annonce un accord avec la WWE pour la diffusion de SmackDown pour une durée de cinq ans. Le contrat est de 205 millions de dollars par année. Le show bleu change de jour en passant du mardi au vendredi. La première a lieu le 4 octobre 2019. Lors du main-event de ce premier show, Brock Lesnar remporte le WWE championship pour la 5e fois face à Kofi Kingston. À la suite de ce match de quelques secondes, l'ancien combattant de MMA Cain Velasquez fait ses débuts à la WWE pour confronter Lesnar. Les deux s'étaient affrontés à l'UFC en 2010 et Velasquez avait remporté le combat ainsi que le titre poids lourds détenu par Lesnar.
La semaine suivante, le 11 octobre, la WWE organise un draft pour que chaque show ait un roster propre. SmackDown se voit attribuer Brock Lesnar, Roman Reigns, Bray Wyatt, Daniel Bryan comme principales têtes d'affiche.
En raison de la pandémie de coronavirus, SmackDown se déroule au Performance Center et sans public à partir du 13 mars 2020. Les spectateurs font leur retour à partir du 16 juillet 2021.[réf. nécessaire]

## Championnats
SmackDown dispose de six championnats : trois championnats masculins : un mondial, un secondaire, un par équipe, ainsi que trois championnats féminins : un mondial, un secondaire et un par équipe qui est défendu dans les trois branches : Raw, SmackDown et NXT

| WWE SmackDown                          | WWE SmackDown                          | WWE SmackDown    | WWE SmackDown | WWE SmackDown             | WWE SmackDown                             | WWE SmackDown |
| Titre                                  | Champion(nes) actuel(s)                | Date de victoire | Durée         | Événement                 | Ancien(nes) champion(nes)                 | Référence     |
| -------------------------------------- | -------------------------------------- | ---------------- | ------------- | ------------------------- | ----------------------------------------- | ------------- |
| WWE Universal Championship             | John Cena (15)                         | 20 avril 2025    | 112 jours     | WrestleMania 41           | Cody Rhodes (1)                           |               |
| WWE United States Championship         | Solo Sikoa (1)                         | 28 juin 2025     | 43 jours      | Night of Champions (2025) | Jacob Fatu (1)                            |               |
| WWE Women's Championship               | Tiffany Stratton (1)                   | 3 janvier 2025   | 219 jours     | Smackdown                 | Nia Jax (2)                               |               |
| WWE Women's United States Championship | Giulia (1)                             | 27 juin 2025     | 44 jours      | Smackdown                 | Zelina Vega (1)                           |               |
| WWE Tag Team Championship              | The Street Profits (2)                 | 14 mars 2025     | 149 jours     | SmackDown                 | DIY (2)                                   |               |
| Inter-branded                          |                                        |                  |               |                           |                                           |               |
| WWE Women's Tag Team Championship      | Alexa Bliss (4) et Charlotte Flair (2) | 2 août 2025      | 8 jours       | SummerSlam (2025)         | Roxanne Perez (1) et Raquel Rodriguez (5) |               |

## Pay-per-views exclusif

### Première Brand Extension(2002-2007)
| Pay-per-view            | période     |
| ----------------------- | ----------- |
| Rebellion               | (2002)      |
| Vengeance               | (2003)      |
| No Mercy                | (2003-2006) |
| Judgment Day            | (2004-2006) |
| The Great American Bash | (2004-2006) |
| Armageddon              | (2004-2006) |
| No Way Out              | (2004-2007) |

### Deuxième Brand Extension (2016-2018)
| Pay-per-view        | période(s) |
| ------------------- | ---------- |
| No Mercy            | 2016       |
| TLC                 | 2016       |
| Elimination Chamber | 2017       |
| Backlash            | 2016-2017  |
| Money in the Bank   | 2017       |
| Battleground        | 2017       |
| Hell in a Cell      | 2017       |
| Starrcade           | 2017       |
| Clash of Champions  | 2017       |
| Fastlane            | 2018       |

## Production

### Diffusion aux États-Unis
| Saison   | période                                                      | Jours                  | Chaîne      | Notes |
| -------- | ------------------------------------------------------------ | ---------------------- | ----------- | --- |
| 1 à 9    | 26 août 1999 – 26 septembre 2008                             | Jeudi et puis vendredi | UPN puis CW | Période de la Attitude Era de WWF SmackDown! À partir de 2001, durant cette période, il y a Invasion des catcheurs et des catcheuses de la World Championship Wrestling (WCW) et Extreme Championship Wrestling (ECW) et début de la WWF Brand Extension original. C'est également la période où le show est interdit aux moins de 14 ans. Période de la Ruthless Agression Era et début de la Brand Extension originale. En 2002 à la suite d'un procès contre World Wide Fund for Nature (WWF) la World Wrestling Federation change de nom et devient la World Wrestling Entertainment (WWE), WWF SmackDown devint WWE SmackDown. En 2006, United Paramount Network (UPN) fusionne avec The CW Television Network (WB) pour devenir The CW Television Network (CW). C'est la dernière période où le show est au moins de 14 ans. En 26 septembre 2005 Smackdown change de jour de diffusion jeudi pour vendredi |
| 10 à 12  | 3 octobre 2008 – 24 septembre 2010                           | vendredi               | MyNetworkTV | Période de la PG Era et passage a la HD, période où SmackDown est devenu un Show secondaire. En 2010, SmackDown change de chaîne pour Syfy, qui était l'ancien diffuseur de l'ancienne show Extreme Championship Wrestling (ECW). |
| 13 à17   | 1er octobre 2010 – 9 janvier 2015                            | vendredi et puis jeudi | Syfy        | Période de La Reality Era. Le 2 octobre 2014, SmackDown est décalé au jeudi. Le 7 janvier 2016, SmackDown change de diffuseur et passe sur USA Network qui diffuse également RAW. |
| 17 à 20  | 29 avril 1999 et puis du 19 juillet 2016 – 24 septembre 2019 | Jeudi puis mardi       | USA Network | À partir du 19 juillet 2016, SmackDown est diffusé en direct tous les mardis et retour de la Brand Extension. et La «New Era» et la «Women's Révolution». Le premier épisode (du 29 avril 1999) été diffusé sur cette chaîne |
| 21 à 26  | 4 octobre 2019 – 6 septembre 2024                            | Mardi puis vendredi    | Fox ou FS1  | La Fox achète Smackdown, qui sera diffusé en direct les vendredis. La série 21 a officiellement commencé avec le passage à Fox. En raison des émissions sportives le vendredi soir, SmackDown déplacera les épisodes vers Fox Sports One (FS1) lorsqu'un tel conflit se produira. Tous les spectacles ont été déplacés au WWE Performance Center à Azalea Park, en Floride, du 16 mars 2020 au 17 août 2020. Après cette date, le reste de la saison a eu lieu au Amway Center d'Orlando. La série 22 a commencé à Orlando jusqu'en décembre, lorsque l'équipe de développement de l'ECHL pour le Lightning de Tampa Bay qui joue à Amway Center a commencé la saison, qui est avant la saison NBA pour le départ du Orlando Magic. La série s'est ensuite déplacée dans la région de Tampa, d'abord au Tropicana Field jusqu'au 2 avril 2021, puis à l'Université de Floride du Sud jusqu'au 9 juillet. Les tournées commencent le 16 juillet 2021. Le 6 septembre 2024, SmackDown sera diffusé pour la dernière fois sur la Fox avant le retour sur USA Network (qui était déjà le diffuseur de SmackDown entre 2016 et 2019) |
| 26 - ... | Depuis le 13 septembre 2024                                  | Vendredi               | USA Network | SmackDown retourne sur USA Network et conserve toujours la case horaire du vendredi. L'épisode du 27 juin 2025 en direct de Riyad a également été diffusé sur Netflix. |

### Épisodes spéciaux
Les épisodes spéciaux sont des épisodes durant plus de 2 heures (généralement 3).
| Épisodes spéciaux                              | Date              | audience aux États-Unis | Notes |
| ---------------------------------------------- | ----------------- | ----------------------- | --- |
| WWF SmackDown!                                 | 29 avril 1999     | 5,8                     | Épisode pilote et premier épisode de WWF SmackDown!. |
| SmackDown!                                     | 26 août 1999      | 4,2                     | Début de la série |
| SmackDown! Extreme                             | 1er février 2001  | 4,0                     | Premier épisode de SmackDown! en direct. |
| 9/11 Tribute                                   | 13 septembre 2001 | 3,6                     | Hommage aux victimes de l'attentat du 11 septembre 2001 et dernier épisode intitulé WWF SmackDown!. |
| Christmas from Baghdad                         | 23 décembre 2003  | 3,0                     | Premier épisode de WWE SmackDown!, le premier SmackDown! qui se passe en Irak. |
| SmackDown! 5th Anniversary Special             | 23 septembre 2004 | 3,2                     | L'émission fête son 5e anniversaire. |
| Christmas in Iraq                              | 23 décembre 2004  | 2,9                     | Fête des forces de l'armée américaine en Iraq. |
| SmackDown Night of Champions                   | 30 décembre 2004  | 2,9                     | Tous les champions de SmackDown! défendaient leurs titres. |
| Eddie Guerrero Tribute Show                    | 18 novembre 2005  | 3,1                     | SmackDown rend hommage à Eddie Guerrero. |
| Best of SmackDown 2005                         | 23 décembre 2005  | 2,2                     | Le meilleur de l'année 2005. |
| Best of SmackDown 2006                         | 29 décembre 2006  | 2,4                     | Le meilleur de l'année 2006. |
| SmackDown 400th épisode                        | 20 avril 2007     | 2,2                     | SmackDown! fête son 400e épisode. |
| WWE Best of 2007                               | 28 décembre 2007  | 2,5                     | Le meilleur de l'année 2007. |
| SmackDown All-Star Kick-Off                    | 3 octobre 2008    | 1,9                     | Émission spéciale de la division SmackDown au cours de laquelle sont remis en jeu les trois titres majeurs de la WWE c'est-à-dire le WWE Championship, le World Heavyweight Championship et la ECW Championship. SmackDown change de chaîne et passe sur MyNetworkTV. |
| SmackDown 500th épisode                        | 20 mars 2009      | 2,1                     | SmackDown! fête son 500e épisode. |
| Decade of SmackDown                            | 2 octobre 2009    | 2,2                     | 10e anniversaire de l'émission Avec en vedette les superstars des trois branches de la fédération. |
| SmackDown Live Syfy Première                   | 1er octobre 2010  | 1,7                     | Première diffusion sur la chaîne américaine Syfy. Représentait les deux branches Raw et SmackDown. |
| Christmas on USA                               | 21 décembre 2010  | 1,9                     | Un épisode spécial noël sur la chaine américaine USA Network. |
| SmackDown 600th episode                        | 18 février 2011   | 2.2                     | SmackDown fête son 600e épisode. |
| SuperSmackDown Live!                           | 30 août 2011      | 2.2                     | Les catcheurs de SmackDown et RAW sont réunis dans la même soirée qui comporte 2 main-events. Le show est par ailleurs diffusé en direct. |
| SuperSmackDown Live! : Blast from the Past     | 10 avril 2012     | 2,5                     | Présence des légendes durant le show. Diffusé en direct. |
| SuperSmackDown Live! : The Great American Bash | 3 juillet 2012    | 4,2                     | Les catcheurs de SmackDown et RAW sont réunis pour fêter l'indépendance américaine. Diffusé en direct. |
| Friday Night ZackDown                          | 13 juillet 2012   | 1,8                     | Le vainqueur de The Great American Bash 20-Man Battle Royale Zack Ryder devient le manager général de SmackDown par intérim pour un show seulement. |
| Super SmackDown LIVE!                          | 6 novembre 2012   | 1,5                     | Deux SmackDown en direct et diffusé sans publicités sur USA Network. |
| Super SmackDown LIVE!                          | 18 décembre 2012  | 2,2                     | Deux SmackDown en direct et diffusé sans publicités sur USA Network. |
| SmackDown 700th Episode                        | 18 janvier 2013   | 2,0                     | SmackDown fête son 700e épisode. |
| Social Media SmackDown                         | 1er mars 2013     | 1,9                     | Épisode spécial de SmackDown qui dispose des réactions des superstars et de l'Univers de la WWE sur Twitter et Facebook. |
| SmackDown 15 ans                               | 10 octobre 2014   | 2,6                     | 15e anniversaire de l’émission le 10 octobre 2014, et SmackDown fête son 800e episode. |
| SmackDown 800th Episode                        | 16 décembre 2014  | 2,3                     | 15e anniversaire de l’émission le 10 octobre 2014, et SmackDown fête son 800e episode. |
| Final Friday Night SmackDown                   | 9 janvier 2015    | 2,43                    | Au bout de neuf années, SmackDown diffuse son dernier épisode dans la case du vendredi soir |
| Thursday Night SmackDown                       | 15 janvier 2015   | 2,68                    | Smackdown fait son retour le jeudi soir. |
| SmackDown Live! Boston                         | 29 janvier 2015   | 2,95                    | Un SmackDown en direct de Boston. |
| SmackDown spécial Halloween                    | 29 octobre 2015   | 2.1                     | Smackdown fête Halloween, Thanksgiving et Noël. |
| SmackDown spécial Thanksgiving                 | 26 novembre 2015  | 1,3                     | Smackdown fête Halloween, Thanksgiving et Noël. |
| SmackDown spécial Noël.                        | 22 décembre 2015  | 1,53                    | Smackdown fête Halloween, Thanksgiving et Noël. |
| Final SmackDown sur Syfy                       | 31 décembre 2015  | 2.8                     | Smackdown fait ses adieux à la chaîne Syfy. |
| SmackDown USA Network Premiere                 | 7 janvier 2016    | 2,75                    | SmackDown fait ses débuts sur la chaîne qui diffuse également RAW. |
| Final Thursday Night SmackDown                 | 14 juillet 2016   | 2.0                     | SmackDown réalise sa dernière diffusion le jeudi, c’est également le dernier SmackDown enregistré avant de passer a des épisodes 100% en direct. |
| SmackDown Live USA Network Premiere            | 19 juillet 2016   | 3.17                    | Passage au mardi, premier SmackDown de l’histoire à être diffusé en direct, marque également le retour de la Brand Extension, Il s’agit également du tout premier draft se déroulant à SmackDown. |
| SmackDown 900th episode                        | 15 novembre 2016  | 2.7                     | SmackDown fête son 900e épisode avec comme invités The Undertaker et Edge. |
| Les finales Wild Card de SmackDown             | 27 décembre 2016  | 2,89                    | Célébration du dernier épisode de SmackDown en 2016. Trois matches de championnat et le retour de John Cena en vedette. |
| Superstar Shake-up                             | 11 avril 2017     | 3.10                    | Le Draft de 2017 à SmackDown. |
| Sin City                                       | 12 septembre 2017 | 2.7                     | Un épisode spécial de SmackDown a Las Vegas au Nevada. En vedette trois matchs de championnat et retour de la roue le moment fort de l'épisode l'attaque de Kevin Owens contre le président de la WWE, Vince McMahon . |
| Superstar Shake-up 2018                        | 17 avril 2018     | 2.7                     | Le Draft de 2018 à SmackDown. |
| SmackDown 1000                                 | 16 octobre 2018   | 2.5                     | SmackDown célèbre son 1000e épisode avec la première appartion d'Evolution à SmackDown. |
| SmackDown sur la Fox                           | 4 octobre 2019    | 3.869                   | SmackDown est diffusé pour la première fois sur la chaîne Fox, l'évenement est très médiatisé. |
| WWE Draft (2019)                               | 11 octobre 2019   | 2.89                    | Première soirée de draft. |
| NXT Invasion                                   | 1er novembre 2019 | 2.54                    | Suite à des retards à l'arrivée d'Arabie saoudite, une grande partie du roster de SmackDown et du personnel était absent. Un angle d'invasion du roster de NXT a été mené dans le cadre des Survivor Series. Le main event du show opposait Daniel Bryan à Adam Cole pour le titre de NXT. |
| WWE Draft (2020)                               | 9 octobre 2020    | 2.18                    | Première soirée de draft |
| Throwback Smackdown                            | 7 mai 2021        | 2.28                    | Un épisode sur le thème vintage créé conformément à la couverture de Fox Sports du Rebel 400 (connu sous le nom de Goodyear 400 pour des raisons commerciales) Série Coupe NASCAR à Darlington Raceway (Florence, en Caroline du Sud), deux jours plus tard. Le Rebel 400 est la manche thématique vintage de la série, organisée en septembre de 2015 à 2020 et en mai depuis 2021, et c'était la première année que Fox Sports diffusait cette manche. |
| WWE Draft (2021)                               | 1er octobre 2021  | 2.25                    | Première soirée de draft |
| Supersized SmackDown                           | 15 octobre 2021   | 0.86                    | Édition spéciale de SmackDown qui dure 2h30. Apparition spéciale de Brock Lesnar. Le show proposait également un match pour le titre féminin entre Becky Lynch et Sasha Banks. |
| SmackDown 2022-2023 season premiere            | 7 octobre 2022    | 2.243                   | 4ème saison de SmackDown sur la Fox. |
| SmackDown Puerto Rico                          | 5 mai 2023        | 2.059                   | Édition spéciale de SmackDown en direct de San Juan, Puerto Rico. |
| SmackDown 2023-2024 season premiere            | 13 octobre 2023   | 2.417                   | Nouvelle saison de SmackDown et dernière saison diffusée sur Fox. |
| SmackDown Tribute to the Troops                | 8 décembre 2023   | 2.384                   | Épisode spécial diffusé en hommage aux troupes militaires américaines. Appartion spéciale de CM Punk qui faisait son retour dans le show bleu après 9 ans d'absence. |
| SmackDown France                               | 3 mai 2024        | 2.148                   | Édition spéciale de SmackDown en direct de Lyon, France. |
| SmackDown in Saudi Arabia                      | 24 mai 2024       | 2.147                   | Édition spéciale de SmackDown en direct de Riyad, Arabie saoudite. Durant ce show, Randy Orton s'était qualifié pour la finale du King of the Ring qui avait lieu le lendemain. |
| SmackDown in Berlin                            | 30 août 2024      | 2.054                   | Édition spéciale de SmackDown en direct de Berlin, Allemagne. |
| SmackDown 2024-2025 season premiere            | 13 septembre 2024 | 1.723                   | Nouvelle saison de SmackDown et épisode qui marque également le retour du show bleu sur USA Network. |
| New Year's SmackDown                           | 3 janvier 2025    | 1.528                   | Premier SmackDown de l'année 2025 et premier SmackDown durant 3 heures. |
| SmackDown Night of Champions                   | 27 juin 2025      |                         | Édition spéciale de SmackDown en direct de Riyad, Arabie saoudite. Dernier SmackDown durant 3 heures et qui voyait les titres par équipe, le titre féminin des États-Unis et le titre féminin défendus. Le show était exceptionnellement diffusé sur Peacock et sur Netflix et a été marqué par une panne de 30 minutes. |

### Segments récurrents
En plus de matches de catch et de segments en coulisse, SmackDown! a aussi eu plusieurs segments récurrents hebdomadaires.
| Segment                                  | Hôte                        | Années d'activité                                                                                  | Notes |
| ---------------------------------------- | --------------------------- | -------------------------------------------------------------------------------------------------- | --- |
| Piper's Pit                              | Roddy Piper                 | 2003                                                                                               | Débutait à SmackDown! pendant la rivalité de Piper avec Hulk Hogan. |
| WWE Tough Enough-$1,000,000 Tough Enough | Al Snow                     | 2004                                                                                               | Segments hebdomadaires. Le gagnant de la compétition à la fin de l'année remporté 1 million de dollars de prime sur son salaire. |
| Cafe de René                             | René Duprée                 | 2004                                                                                               | interview |
| Kurt Angle Invitational                  | Kurt Angle                  | 2004 - 13 juin 2005                                                                                | Une invitation à n'importe quel catcheur local à battre Kurt Angle en moins de trois minutes ou de résister pendant ce temps pour remporter sa Médaille d'Or Olympique. Prenait fin à SmackDown! après qu'Angle était drafté à RAW, et se poursuivait là-bas jusqu'en 2005. |
| Carlito's Cabana                         | Carlito                     | 2005                                                                                               | Créé par Carlito après WrestleMania 21 pour concurrencer le Piper's Pit. Le segment prenait fin à SmackDown! après que Carlito était drafté à RAW. |
| Peep Show                                | Christian                   | Du 7 janvier 2005 - 11 novembre 2005                                                               | Créé peu de temps après que Christian était drafté à SmackDown!. Prenait fin quand le contrat de Christian expirait avec la WWE. Il réapparut le temps d'un soir le 21 mai 2010 et l'invité fut Hornswoggle. |
| WWE Diva Search                          | The Miz                     | 2006                                                                                               | Segments hebdomadaires. |
| Miz TV                                   | The Miz                     | 2007 2012 - 2017 2019 - 2020 2025-...                                                              | Créé après la brève absence de Mizanin à SmackDown!, mais prenait fin quand il était drafté à la ECW. Repris en 2012 avec un ou plusieurs invités. Arrêté quand The Miz était drafté à RAW mais revenait quand celui-ci était drafté à SmackDown. |
| Masterlock Challenge                     | Chris Masters               | 2007 2010 – 2011                                                                                   | Un défi à n'importe quel catcheur (qu'il soit local ou une superstar active de la WWE) à briser le Masterlock. Prenait fin à RAW après qu'il était brisé par Bobby Lashley en mars 2007, cependant il réapparaissait à SmackDown!, quand Masters était drafté en juin 2007. Prenait fin quand Masters fut licencié de la WWE en novembre 2007. Le 10 décembre 2010, retour du Masterlock Challenge, 1er challenger - Cody Rhodes perdant. |
| The Cutting Edge                         | Edge                        | du 11 mai 2007 au 26 avril 2010 8 octobre 2010 au 15 avril 2011 16 septembre 2011 15 novembre 2016 | Débutait à SmackDown! après qu'Edge était transféré de RAW. Pris fin quand Edge fut redrafté. Pour la première fois après quatre ans, The Cutting Edge de Edge fera son retour exceptionnellement pour fêter le 900e épisode de SmackDown Live! |
| V.I.P Lounge                             | Montel Vontavious Porter    | 2007 – 2009 2010                                                                                   | Amené pour en quelque sorte remplacer The Cutting Edge, pendant son absence. A pris fin quand les huissiers ont saisi les canapés, les meubles. Reprend le 24 mars quand MVP redevient champion des États-Unis. A pris fin après que MVP est drafté à Raw mais a fait son retour le 11 mai. |
| Khali Kiss Cam                           | The Great Khali             | 2008 - 2009                                                                                        | The Great Khali embrasse des catcheuses ou des personnes du public. Il effectue son face-turn. |
| Colon's cabana                           | The Colóns                  | 2008 - 2009                                                                                        | Le carlito's cabana est revenu après son face turn depuis qu'il est en équipe avec son frère Primo. A pris fin quand les fréres Colons ont été draftés à Raw |
| Highlight Reel                           | Chris Jericho               | 2010 2012 2013 2016                                                                                | Segment d'interview dans le ring. |
| Grooming Tips                            | "Dashing" Cody Rhodes       | 2010 – 2011                                                                                        | Cody Rhodes donne certains conseils de vanité. Émission finie depuis son accident faciale. |
| Str8 Outta Brooklyn With JTG             | JTG                         | 2010 – 2011                                                                                        | Segment. Émission terminée depuis que JTG a été drafté à Raw en 2011. |
| The Ambrose Asylum                       | Dean Ambrose                | 2016                                                                                               | Segment d'entrevue dans le ring. |
| TruthTV                                  | R-Truth                     | 2018-2019                                                                                          | Parodie de MizTV. |
| Kevin Owens Show                         | Kevin Owens                 | 2019 2020-2021 2023-2024                                                                           | Segment d'interview. Arrêté quand Kevin Owens était drafté à RAW et revenait quand Kevin Owens était redrafté à SmackDown. Émission terminée depuis 2024 et qui n'a plus repris suite au Heel Turn et à la blessure d'Owens. |
| Happy Talk                               | Baron Corbin et Madcap Moss | 2021-2022                                                                                          | Segment d'interview. Émission terminée quand Baron Corbin a trahi Madcap Moss. |

### Thème musical
| titre de la musique                         | Interprète                    | Dates                                                                     | Notes |
| ------------------------------------------- | ----------------------------- | ------------------------------------------------------------------------- | --- |
| Smack                                       | Jim Johnston                  | 29 avril 1999 au 9 août 2001.                                             | Période de la Attitude Era.                                                                                             |
| The Beautiful People                        | Marilyn Manson                | 16 août 2001 au 15 mai 2003.                                              | À l'occasion de ses deux ans, WWF Smackdown reçoit un nouveau thème musical.                                            |
| I Want It All                               | Jim Johnston                  | 22 mai 2003 au 16 septembre 2004.                                         | Période de la première Brand Extension et début de la HD                                                                |
| Rise Up                                     | Drowning Pool                 | 30 septembre 2004 au 26 septembre 2008.                                   | Période de la première Brand Extension et début de la HD                                                                |
| If You Rock Like Me                         | Jim Johnston                  | 3 octobre 2008 au 25 septembre 2009.                                      | Thèmé utilisé durant la période HD et où SmackDown a été diffusé sur MyNetwork TV                                       |
| Let It Roll                                 | Divide the Day                | 2 octobre 2009 au 24 septembre 2010.                                      | À l'occasion de ses dix ans, SmackDown reçoit un nouveau thème.                                                         |
| Know Your Enemy                             | Green Day                     | 1er octobre 2010 au 19 octobre 2012.                                      | Thème utilisé suite au passage de SmackDown sur Syfy.                                                                   |
| Hangman                                     | Rev Theory                    | octobre 2010 - 2013                                                       | Utilisé comme thème secondaire.                                                                                         |
| Born 2 Run                                  | 7Lions                        | 26 octobre 2012 au 4 avril 2014.                                          | Nouveau theme song utilisé comme theme principal jusqu'au 4 avril 2014 puis comme thème secondaire jusqu'à la fin 2014. |
| Centuries                                   | Fall Out Boy                  | 10 octobre 2014.                                                          | Uniquement pour les quinze ans de Smackdown.                                                                            |
| This Life                                   | CFO$                          | 11 avril 2014 au 9 janvier 2015.                                          | Durant cette période, Smackdown passe sur WWE Network et sera diffusé le jeudi soir.                                    |
| Black and Blue                              | CFO$                          | 15 janvier 2015 au 19 juillet 2016.                                       | Durant cette période, Smackdown passe sur WWE Network et sera diffusé le jeudi soir.                                    |
| Take a Chance                               | CFO$                          | 26 juillet 2016 au 9 octobre 2018 23 octobre 2018 au 24 septembre 2019.   | Nouveau theme song suite au retour à la Brand Extension.                                                                |
| Victorious                                  | Panic! at the Disco           | 16 octobre 2018                                                           | Uniquement pour le 1000ème épisode de SmackDown                                                                         |
| Are You Ready                               | AC/DC                         | 4 octobre 2019 au 30 avril 2021 14 mai 2021 au 14 octobre 2022.           | Smackdown passe sur la FOX.                                                                                             |
| Prime Time Open (Prime Time Wrestling 1988) | Jim Johnston                  | 7 mai 2021                                                                | Throwback Smackdown |
| Nobody Better Than Me                       | def rebel ft. Supreme Madness | 21 octobre 2022 au 1er décembre 2023 15 décembre 2023 au 6 septembre 2024 | Nouveau theme jusqu'au retour de SmackDown sur USA Network.                                                             |
| Red                                         | Hardy ft. Morgan Wallen       | 8 décembre 2023                                                           | Thème utilisé pour l'épisode spécial "Tribute to the Troops"                                                            |
| Neva Play                                   | Megan Thee Stallion ft. RM    | 13 septembre 2024 - actuel                                                | Nouveau theme song suite au retour de SmackDown sur USA Network.                                                        |

## Personnel

### Figures d'autorité
| Personne                | Position                       | Prise de fonction | Fin de fonction   | Notes |
| ----------------------- | ------------------------------ | ----------------- | ----------------- | --- |
| Vince McMahon           | Propriétaire, président et CEO | 21 avril 1999     | 22 juin 2022      | Vince McMahon était le premier Président et General Manager pour le premier draft de l'histoire pour WWF SmackDown! . Vince était Général Manager et président de RAW et SmackDown! en 2002 il abandonne le poste de General Manager au profit de sa fille Stéphanie McMahon. Stacy Keibler a été son assistante. |
| Stephanie McMahon       | General Manager                | 18 juillet 2002   | 19 octobre 2003   | Stephanie a perdu ce poste après avoir perdu un "I Quit" match. Elle est la première Général manager féminine de l'histoire de SmackDown et de la WWE. |
| Paul Heyman             | General Manager                | 24 octobre 2003   | 22 mars 2004      | Paul Heyman a tout de suite démissionné après avoir été drafté à RAW. |
| Kurt Angle              | General Manager                | 23 mars 2004      | 20 juillet 2004   | Vince McMahon désigne Kurt Angle pour le poste de General Manager. Kurt aura été un General Manager de transition car, peu de temps après, il se fait remplacer par Theodore Long. |
| Theodore Long           | General Manager                | 22 juillet 2004   | 21 septembre 2007 | Theodore Long est parti à cause de sa crise cardiaque à son mariage. Il est connu pour avoir été le General Manager le plus puissant de SmackDown! Il est considéré comme la figure emblématique de la division. |
| Vickie Guerrero         | General Manager                | 28 septembre 2007 | 6 avril 2009      | Vickie Guerrero le remplace. L'Undertaker lui a porté son Tombstone piledriver. Elle fut hospitalisée. Alors Theodore Long a remplacé Vickie Guerrero le temps d'une soirée, c'était le 30 novembre 2007. À RAW, elle a remplacé Stephanie McMahon. Vickie était la GM de Raw et de Smackdown. Elle est la première GM féminine de l'histoire des deux divisions SmackDown et RAW en même temps et de la WWE. Lors du RAW du 6 avril 2009, elle annonce qu'elle quitte SmackDown! pour être le GM de RAW à plein temps. |
| Theodore Long           | General Manager                | 10 avril 2009     | 1er avril 2012    | Vickie Guerrero a été la Consultante de Smackdown du 20 novembre 2009 au 25 février 2011. Long a été attaqué dans son bureau et Vickie Guerrero a assuré l'intérim du 29 janvier 2011 au 18 février 2011. Teddy Long est revenu lors du 600e épisode de Smackdown en renvoyant Dolph Ziggler puis par la suite Vickie Guerrero. Du 30 juillet 2011 au 3 janvier 2012, Zack Ryder a été Assistant de Theodore Long. Et du 10 janvier 2012 au 5 mars 2012 Santino Marella à remplacer Ryder à la suite de sa victoire pour le Championnat des États-Unis et lui aussi partira pour les mêmes raisons. Le bureau des directeurs de la WWE a décidé que pour une semaine le general manager de Smackdown, Theodore Long, irait à Raw et le général manager de RAW, John Laurinaitis, irait à Smackdown. |
| Triple H                | Chef des opérations            | 18 juillet 2011   | 17 aout 2012      | À la suite du renvoi de Vince McMahon par le grand conseil d'administration. Triple H le remplace et devient alors chef des opérations de Smackdown et propriétaire de Raw mais McMahon reste le Propriétaire de Smackdown. |
| John Laurinaitis        | General Manager                | 1er avril 2012    | 17 juin 2012      | Il devient GM de SmackDowm à la suite de la victoire de sa Team face à celle de Teddy Long à WrestleMania XXVIII. Aussi David Otunga est le Conseiller juridique des superstars à SmackDown et a RAW. Theodore Long et Eve Torres ont le poste d'assistant du GM. |
| Anciens General Manager | General Manager par intérim    | 29 juin 2012      | 20 juillet 2012   | Un ancien GM dirige RAW et WWE SmackDown par semaine à la suite d'une décision de M. Vince McMahon. Plusieurs anciens GM de Raw ou Smackdown vont se suivre, comme Theodore Long, Mick Foley, Vickie Guerrero, Zack Ryder, etc. |
| Booker T                | General Manager                | 3 août 2012       | 12 juillet 2013   | Lors du Smackdown du 3 août, il est nommé general manager de Smackdown par le président de la WWE Vince McMahon. et abandonne son rôle de commentateur de SmackDown .Theodore Long a un poste d'assistant du GM. Eve Torres a été l’assistante de Booker du 17 août 2012 au 11 janvier 2013. |
| Vickie Guerrero         | General Manager                | 19 juillet 2013   | 20 juin 2014      | Vickie Guerrero a été nommée General Manager par Vince McMahon. Elle a été virée le 23 juin par Stephanie McMahon à RAW. |
| Shane McMahon           | Commissaire                    | 14 juillet 2016   | 4 octobre 2019    | Shane et Stéphanie McMahon étaient depuis juin 2016 les co-GM de RAW. Avec le retour de la Brand Extension, Vince McMahon décide de nommer Shane commissionnaire à Smackdown, et Stephanie à Raw. Le 11 août à SummerSlam, il perd contre Kevin Owens. Le 4 octobre à SmackDown, il perd face à Kevin Owens dans un Ladder Match et est viré de la compagnie. |
| Daniel Bryan            | General Manager                | 19 juillet 2016   | 3 avril 2018      | Il est nommé par Shane McMahon pour la séparation de SmackDown à RAW. Il abandonnera son poste de General Manager car il était à nouveau apte à catcher. |
| Paige                   | General Manager                | 10 avril 2018     | 18 décembre 2018  | Elle est nommée General Manager par Shane McMahon pour remplacer Daniel Bryan qui a été apte à remonter sur le ring. En fin d'année 2018, la famille McMahon décide de reprendre le show et Paige est renvoyée du poste de GM. Il n'y a donc plus de General Manager à Smackdown. |
| Adam Pearce             | General Manager                | 17 janvier 2020   | 13 octobre 2023   | Depuis janvier 2020, Pearce est la principale figure de l'autorité de la WWE à l'écran pour Raw et Smackdown, réalisant la grande majorité des matchs et présidant aux problèmes nécessitant une résolution de la part de la direction. Le 13 octobre 2023, Adam Pearce s'occupera uniquement de RAW à la suite de la nomination de Nick Aldis en tant que General Manager de SmackDown. |
| Sonya Deville           | General Manager                | 1er janvier 2021  | 9 mai 2022        | Abusait de son pouvoir pour truquer des matchs et révoqué par Mr.McMahon le 9 mai 2022. |
| Nick Aldis              | General Manager                | 13 octobre 2023   | Présent           | Lors de la première de la saison 2023-2024 de WWE SmackDown, Triple H a présenté Aldis comme le nouveau General Manager. |

### Commentateurs
| Date(s)                              | Premier commentateur   | Second commentateur    | Troisième commentateur | Notes |
| ------------------------------------ | ---------------------- | ---------------------- | ---------------------- | --- |
| 29 avril 1999 - émission spéciale    | Jim Cornette           | Michael Cole           | Aucun                  | Ils furent les premiers commentateurs de l'histoire de SmackDown!. |
| 26 août 1999 - émission pilote       | Jim Ross               | Jerry Lawler           | Aucun                  | Émission pilote. |
| 2 septembre 1999 - 22 février 2001   | Jerry Lawler           | Michael Cole           | Aucun                  | Le 26 septembre 1999, Michael Hayes a remplacé Jerry Lawler. |
| 3 mars 2001 - 28 juin 2001           | Michael Cole           | Tazz                   | Aucun                  | Tazz passe du statut de catcheur à celui de commentateur.Jim Ross remplace Tazz. |
| 5 juillet 2001 - 26 juillet 2001     | Michael Cole           | Jim Ross               | Aucun                  | Tazz passe du statut de catcheur à celui de commentateur.Jim Ross remplace Tazz. |
| 4 août 2001 - 18 octobre 2001        | Michael Cole           | Tazz                   | Aucun                  | En remplacement de Jim Ross qui va dans la division Raw IS War. Et le 13 septembre 2001, Jim Ross et Paul Heyman ont remplacé Cole et Tazz. |
| 25 octobre 2001 - 15 novembre 2001   | Michael Cole           | Paul Heyman            | Aucun                  | À la suite de la défaite de la ECW Heyman démissionne. |
| 22 novembre 2001 - 28 mars 2002      | Michael Cole           | Jerry Lawler           | Aucun                  | Jerry Lawler va dans la division WWF RAW. Le duo a fait son retour le temps d'une soirée le 23 octobre 2009. |
| 4 avril 2002 - 13 juin 2006          | Michael Cole           | Tazz                   | Aucun                  | Ils étaient les derniers commentateurs WWF SmackDown et les premiers commentateurs WWE SmackDown. Tazz quittait SmackDown pour rejoindre la nouvelle division, ECW, laissant le poste de consultant aux commentaires vacant. Tazz mettant ainsi fin à plus de quatre ans de commentaires à SmackDown. Ernest Miller (en) a remplacé Tazz le 22 novembre 2002.                        |
| 16 juin 2006 - 28 décembre 2007      | Michael Cole           | John Bradshaw Layfield | Aucun                  | À One Night Stand 2006, JBL révélait qu'il allait être le nouveau consultant aux commentaires pour SmackDown. Il retourne sur les rings à Armageddon 2007 et est remplacé par Jonathan Coachman. Jonathan Coachman a quitté la WWE pour rejoindre la chaîne ESPN. |
| 4 janvier 2008 - 25 avril 2008       | Michael Cole           | Jonathan Coachman      | Aucun                  | À One Night Stand 2006, JBL révélait qu'il allait être le nouveau consultant aux commentaires pour SmackDown. Il retourne sur les rings à Armageddon 2007 et est remplacé par Jonathan Coachman. Jonathan Coachman a quitté la WWE pour rejoindre la chaîne ESPN. |
| 2 mai 2008 - 23 juin 2008            | Michael Cole           | Mick Foley             | Aucun                  | Mick Foley remplace Jonathan Coachman qui a quitté la WWE. Lors du WWE Draft 2008, Ross est drafté de Raw vers SmackDown!, tandis que Michael Cole fait le chemin inverse, de SmackDown! vers Raw. Cela met alors fin aux neuf consécutives de Cole en tant que commentateur de Friday Night SmackDown! Jim Ross arrive à la suite du draft et Mick Foley quitte la WWE pour la TNA. |
| 23 juin 2008 - 2 août 2008           | Mick Foley             | Jim Ross               | Aucun                  | Mick Foley remplace Jonathan Coachman qui a quitté la WWE. Lors du WWE Draft 2008, Ross est drafté de Raw vers SmackDown!, tandis que Michael Cole fait le chemin inverse, de SmackDown! vers Raw. Cela met alors fin aux neuf consécutives de Cole en tant que commentateur de Friday Night SmackDown! Jim Ross arrive à la suite du draft et Mick Foley quitte la WWE pour la TNA. |
| 8 août 2008 - 3 avril 2009           | Jim Ross               | Tazz                   | Aucun                  | Tazz fait son retour aux commentaires en août en remplacement de Mick Foley. Il quitte la WWE après l'épisode du 3 avril 2009 et sera remplacé par Todd Grisham à partir du 10 avril. Jim Ross annonce quitter son poste de commentateur peu après l'épisode de SmackDown du 9 octobre 2009.                                                                                         |
| 10 avril 2009 - 9 octobre 2009       | Jim Ross               | Todd Grisham           | Aucun                  | Tazz fait son retour aux commentaires en août en remplacement de Mick Foley. Il quitte la WWE après l'épisode du 3 avril 2009 et sera remplacé par Todd Grisham à partir du 10 avril. Jim Ross annonce quitter son poste de commentateur peu après l'épisode de SmackDown du 9 octobre 2009.                                                                                         |
| 16 octobre 2009                      | Michael Cole           | Todd Grisham           | Aucun                  | Michael Cole remplace Jim Ross. |
| 23 octobre 2009                      | Michael Cole           | Jerry Lawler           | Aucun                  | Jerry Lawler remplace Todd Grisham. |
| 30 octobre 2009 - 24 septembre 2010  | Todd Grisham           | Matt Striker           | Aucun                  | Todd Grisham et Matt Striker étaient un duo de commentateurs de la ECW. Michael Cole revient à WWE SmackDown et se rajoute au duo. |
| 1er octobre 2010 - 3 décembre 2010   | Todd Grisham           | Matt Striker           | Michael Cole           | Todd Grisham et Matt Striker étaient un duo de commentateurs de la ECW. Michael Cole revient à WWE SmackDown et se rajoute au duo. |
| 10 décembre 2010 - 28 janvier 2011   | Matt Striker           | Michael Cole           | Josh Matthews          | Todd Grisham part à NXT. Cole et Matthews a aussi commenté l'ancienne «sœur» de SmackDown!, WWE Velocity. Matt Striker part et se consacre entièrement à NXT. |
| 4 février 2011 - 27 juillet 2012     | Michael Cole,          | Josh Matthews          | Booker T               | Booker T fait son retour et remplace Striker. Lors du Smackdown du 3 août 2012, Booker T est nommé general manager de SmackDown par le président de la WWE Vince McMahon. Il abandonne son rôle de commentateur auprès de Michael Cole et Josh Matthews. C'est le trio de commentateurs qui a duré le plus longtemps à SmackDown.                                                    |
| 3 août 2012 - 5 octobre 2012         | Michael Cole,          | Josh Matthews          | Aucun                  | À SummerSlam, Matthews se fait attaquer par Kane. Le 24 août 2012, il se fait remplacer par des Guest Commentators de la WWE. |
| 12 octobre 2012 - 15 mars 2013       | Josh Matthews          | John Bradshaw Layfield | Aucun                  | JBL fait son retour pour remplacer Michael Cole qui part à WWE Main Event. Le 1er mars 2013, Michael Cole et Jerry Lawler remplacent JBL. Du 8 au 15 mars 2013, c'est Brad Maddox qui remplace Lawler. |
| 22 mars 2013 - 24 mai 2013           | Josh Matthews          | John Bradshaw Layfield | Michael Cole           | Ce trio était présent le 21 décembre 2012 et Michael Cole refait son retour. |
| 30 mai 2013 - 15 août 2014           | John Bradshaw Layfield | Michael Cole           | Aucun                  | Josh Matthews part à Main Event. Le 2 août 2013, Alex Riley a remplacé JBL. Josh Matthews remplace Michael Cole le 24 janvier 2014. |
| 22 août 2014 - 9 janvier 2015        | John Bradshaw Layfield | Michael Cole           | Tom Phillips           | Tom Phillips se rajoute au duo déjà présent et marque le retour de trois commentateurs. Booker T a fait son retour le 10 octobre 2014 pour l'épisode des quinze ans de Smackdown. Le 31 octobre 2014, JBL a été absent. Tom Phillips quitte SmackDown pour se consacrer uniquement à Superstars.                                                                                     |
| 15 janvier 2015 - 18 juin 2015       | Michael Cole           | Jerry Lawler           | Byron Saxton           | Jerry Lawler fait son retour à Smackdown en tant que commentateur officiel et Byron Saxton arrive de NXT. Tom Phillips a remplacé Michael Cole du 2 avril au 9 avril et à nouveau du 23 mai au 18 juin. |
| 25 juin 2015 - 3 septembre 2015      | Jerry Lawler           | Tom Phillips           | Jimmy Uso              | À partir du 25 juin, Phillips redevient commentateur officiel pour remplacer Michael Cole définitivement pour qu'il puisse se consacrer à RAW. Jimmy Uso remplacera Saxton pour qu'il puisse retourner à NXT. Le 3 septembre 2015, Rich Brennan remplace Philips. |
| 10 septembre 2015 - 31 décembre 2015 | Jerry Lawler           | Booker T               | Rich Brennan           | Rich Brennan remplace Philips. Booker T fait son retour pour remplacer Jimmy Uso pour qu'il puisse retourner sur les ring. Le 22 décembre 2015, Michael Cole remplace Rich Brennan. |
| 7 janvier 2016 - 19 juillet 2016     | Jerry Lawler           | Byron Saxton           | Mauro Ranallo          | Mauro Ranallo remplace Rich Brennan pour qu'ils puissent se consacrer à Main Event et Byron Saxton remplace Booker T pour qu'ils puissent se consacrer à RAW. La WWE a suspendu Jerry Lawler du 24 juin au 1er juillet 2016 et il sera remplacé par David Otunga. Le 19 juillet 2016, Michael Cole s'est rajouté au trio pour représenter RAW.                                       |
| 26 juillet 2016 - 14 mars 2017       | Mauro Ranallo          | David Otunga           | John Bradshaw Layfield | Ranallo reste et devient le commentateur officiel de Smackdown. Byron Saxton est drafté de SmackDown à Raw et il est remplacé par JBL. David Otunga remplace Jerry Lawler. Du 8 novembre 2016 au 7 mars 2017, Tom Phillips s'est rajouté au trio déjà formé. Le 14 mars, JBL et Tom Phillips n'ont été qu'en duo.                                                                    |
| 21 mars 2017 - 4 avril 2017          | David Otunga           | John Bradshaw Layfield | Tom Phillips           | Mauro Ranallo quitte la WWE. |
| 11 avril 2017- 29 août 2017          | John Bradshaw Layfield | Tom Phillips           | Byron Saxton           | Lors du Superstar Shake-up (Draft) de RAW, David Otunga et Byron Saxton échangent leurs place de RAW à SmackDown respectivement. Ce qui fait que Saxton fait son retour dans le show bleu. John Bradshaw Layfield a annoncé qu'il quittait SmackDown Live pour se concentrer sur le travail humanitaire.                                                                             |
| 5 septembre 2017 - 26 septembre 2019 | Tom Phillips           | Byron Saxton           | Corey Graves           | Corey Graves remplace JBL, tout en continuant à être commentateur pour RAW. Les 17 et 24 octobre 2017, Michael Cole a remplacé Tom Phillips. |
| 4 octobre 2019 - 9 avril 2021        | Michael Cole           | Corey Graves           | Aucun                  | Nouvelle équipe de commentateur suite au passage de SmackDown sur FOX. |
| 16 avril 2021 - 2 aout 2022          | Michael Cole           | Pat McAfee             | Aucun                  | Pat McAfee remplace Corey Graves. Graves revient parfois remplacer McAfee entre 2021 et 2022. |
| 9 août 2022 - 30 septembre 2022      | Michael Cole           | Corey Graves           | Aucun                  | Corey Graves remplace Pat McAfee durant son absence due à son nouveau contrat avec ESPN |
| 6 octobre 2022 - 4 août 2023         | Michael Cole           | Wade Barrett           | Aucun                  | Wade Barrett débarque de NXT et Corey Graves retourne à RAW. |
| 11 août 2023 - 22 décembre 2023      | Michael Cole           | Corey Graves           | Kevin Patrick          | Wade Barrett part du côté de RAW. Le 10 novembre 2023, Corey Graves est remplacé par Kevin Owens et le 17 novembre par Road Dogg. Le 8 décembre 2023, JBL a remplacé Graves. |
| 5 janvier 2024 - 19 janvier 2024     | Corey Graves           | Kevin Patrick          | Aucun                  | Michael Cole retourne exclusivement à RAW. |
| 26 janvier 2024                      | Michael Cole           | Corey Graves           | Aucun                  | Michael Cole remplace Kevin Patrick qui a été licencié de la WWE. |
| 2 février 2024 - 6 septembre 2024    | Corey Graves           | Wade Barrett           | Aucun                  | Nouvelle équipe de commentateurs à la suite du départ de Kevin Patrick. |
| 13 septembre 2024 - 3 janvier 2025   | Michael Cole           | Corey Graves           | Aucun                  | Wade Barrett retourne à nouveau à RAW. Équipe temporaire jusqu'au retour de Pat McAfee. |
| 10 janvier 2025 - actuel             | Joe Tessitore          | Wade Barrett           | Aucun                  | Nouvelle équipe suite au retour de Pat McAfee et à l'arrivée de RAW sur Netflix. Vic Joseph remplace Joe Tessitore le 14 février 2025. Michael Cole a remplacé Joe Tessitore le 27 juin 2025. |

### Annonceurs de ring
| Annonceurs de ring | période                            | Notes |
| ------------------ | ---------------------------------- | --- |
| Tony Chimel        | 29 avril 1999 - 21 septembre 2007  | Il débuta comme annonceur de ring au temps où SmackDown! s'appelait WWF SmackDown! de 1999 a 2002. À WWE SmackDown!, il a été annonceur de 2002 à 2007. Il sera remplacé par Justin Roberts à certaines dates entre 2002 et 2007, mais aussi par Josh Matthews lors d'un épisode en 2003. |
| Justin Roberts     | 28 septembre 2007 - 2 octobre 2009 | Il vient de la ECW. En septembre 2009, il quitte SmackDown pour RAW suite au départ de Lilian Garcia, et est remplacé par Tony Chimel à partir du 9 octobre 2009. Roberts reviendra remplacer Chimel à certaines dates entre 2010 et 2011. |
| Tony Chimel        | 9 octobre 2009 - 2 décembre 2011   | Il revient à SmackDown car Justin Roberts est parti à Raw suite au départ de Lilian Garcia. Roberts a remplacé Tony Chimel le 1er janvier 2010, le 10 décembre 2010, le 11 mars 2011 et le 16 septembre 2011. Eden Stiles a aussi remplacé Chimel le 15 juin 2011 et le 11 novembre 2011. Chimel a fait son retour du 2 novembre 2012 au 30 novembre 2012 pour remplacer Lilian Garcia à la suite de son accident de voiture. Il reviendra également remplacer Lilian Garcia à certaines dates entre 2013 et 2014 mais également annoncer les quelques apparitions spéciales de Edge. |
| Lilian Garcia      | 9 décembre 2011 - 17 octobre 2014  | Elle revient à la WWE pour SmackDown. Elle devient également la première annonceuse de ring féminine de l'histoire de WWE SmackDown. En novembre 2012, elle sera remplacée par Tony Chimel à la suite de son accident de voiture. Chimel la remplacera également le 5 avril 2013, le 15 novembre 2013 et le 23 mai 2014. En octobre 2014, Lilian Garcia retourne à RAW pour remplacer Justin Roberts. Elle a fait son retour le 5 novembre 2015 pour remplacer Eden. |
| Eden Stiles        | 24 octobre 2014 - 25 mai 2016      | Eden Stiles vient remplacer Lilian Garcia qui est retournée à RAW. Elle sera remplacée par JoJo à certaines dates entre 2015 et 2016 et par Lilian Garcia le 5 novembre 2015. |
| JoJo               | 2 juin 2016 - 19 juillet 2016      | Après quelques remplacements entre 2015 et 2016, JoJo vient remplacer de façon définitive Eden Stiles, qui a quitté la WWE. Elle sera remplacée par Greg Hamilton le 30 juin 2016 et le 26 juillet 2016. En août 2016, elle quitte SmackDown pour RAW afin de remplacer Lilian Garcia qui a quitté la WWE. |
| Greg Hamilton      | 26 juillet 2016 - 22 octobre 2021  | Il vient remplacer JoJo le 30 juin 2016 et le 26 juillet 2016 avant de rependre définitivement sa place. Il sera remplacé par Kayla Braxton le 1er novembre 2019 et aussi par Mike Rome à certaines dates entre 2020 et 2021. Il sera licencié en octobre 2021. |
| Mike Rome          | 29 octobre 2021 - 7 janvier 2022   | Il devient annonceur de WWE RAW et de SmackDown suite au renvoi de Greg Hamilton. Il retourne exclusivement à RAW lorsque Samantha Irvin est promue à SmackDown le 14 janvier 2022. |
| Samantha Irvin     | 14 janvier 2022 - 5 mai 2023       | Promue de 205 Live. Lors du WWE Draft 2023, elle fut échangée avec Mike Rome, venant de RAW. |
| Mike Rome          | 12 mai 2023 - 26 avril 2024        | Lors du WWE Draft 2023, il retourne à SmackDown en échange de Samantha Irvin. Il est remplacé par Alicia Taylor entre le 20 octobre 2023 et le 3 novembre 2023. En mai 2024, il est annoncé que Mike Rome quitte le roster principal pour NXT en échange d'Alicia Taylor. Il reviendra à SmackDown remplacer Taylor le 24 mai 2024 et le 5 juillet 2024. |
| Samantha Irvin     | 3 mai 2024                         | Elle assure l'épisode de SmackDown en direct de Lyon. |
| Alicia Taylor      | 10 mai 2024 - 27 décembre 2024     | Promue de NXT, elle remplacera définitivement Mike Rome dès le 10 mai 2024. Elle a déjà remplacé celui-ci entre le 20 octobre 2023 et le 3 novembre 2023. Mike Rome la remplacera le 24 mai 2024 et le 5 juillet 2024. Elle sera aussi remplacée par Samantha Irvin le 14 juin 2024 et le 30 août 2024. Le 2 janvier 2025, il est annoncé qu'Alicia Taylor échange de show avec Lilian Garcia et part pour WWE RAW. |
| Lilian Garcia      | 3 janvier 2025 - 14 mars 2025      | Elle remplace Alicia Taylor qui est partie à WWE RAW, ce qui marque son retour dans le show bleu après 10 ans. Après l'épisode du 14 mars 2025, Lilian Garcia annonce mettre fin à sa carrière d'annonceuse à temps plein, préférant se concentrer sur d'autres projets au sein de la WWE. |
| Alicia Taylor      | 21 mars 2025                       | Elle assure l'épisode de SmackDown en direct de Bologne en attendant le nom du remplaçant définitif de Lilian Garcia. |
| Mark Nash          | Depuis le 28 mars 2025             | Le 27 mars 2025, il est annoncé que Mark Nash sera le nouvel annonceur de WWE SmackDown. |